# Wang Lang (maitre)
Pour les articles homonymes, voir Wang Lang.
Wang Lang (王朗, wánglǎng), ou Wong Long, est né en Chine, pendant la dynastie Ming (1368 - 1644), dans le district de Jimo. Il étudia les arts martiaux avec les moines de Kung-fu Shaolin. Il fonda l'art martial chinois Tang lang quan.